# Otto Preminger
Pour les articles homonymes, voir Preminger.
Otto Ludwig Preminger (en anglais : [ˈɑtoʊ ˈludvɪɡ ˈpɹɛmɪnd͡ʒɚ], ; en allemand :  [ˈɔto ˈluːtvɪç ˈpreːmiŋɐ]), né le 5 décembre 1905 à Wiznitz (en Autriche-Hongrie, aujourd'hui en Ukraine) et mort le 23 avril 1986 à New York (États-Unis), est un réalisateur américain d'origine autrichienne.

## Biographie
Otto Preminger naît à Wiznitz en 1905 dans une famille juive de la Galicie austro-hongroise,. En 1915, le père d'Otto Preminger installe sa famille à Vienne, pour plus de sécurité. Dès l'adolescence, le jeune Otto se passionne pour le théâtre.
Il travaille d'abord dans la troupe de Max Reinhardt. Il en prend la direction en 1933, et y monte une cinquantaine de pièces. Il enseigne aussi au Séminaire Max Reinhardt.
Il réalise son premier film, Die grosse Liebe (Le Grand Amour) en 1931 en Autriche.

### Débuts en Amérique
En 1934, Joseph Schenck, président de la 20th Century Fox, venu chercher de nouveaux talents en Europe, l'invite à Hollywood. Preminger accepte l'invitation et débarque à New York le 26 octobre 1935.
Il fait ses débuts à Hollywood comme réalisateur avec Under Your Spell en  1936 et Danger - Love at work en 1937, deux films qui ont laissé peu de traces.  Il se voit confier la réalisation de Kidnapped, adaptation du roman d'aventures de Robert-Louis Stevenson.  Mais à la suite d'une mésentente avec le studio, il abandonne le projet ; ce qui lui vaut d'être tenu à l'écart des milieux du cinéma.  En contrepartie, Preminger  mène une importante activité de metteur en scène à Broadway de 1935 à 1940.  Ainsi, il dirige notamment les pièces Outward Bound de Sutton Vane et Margin for Error de Clare Boothe Luce, dans laquelle il interprète aussi le rôle d'un officier nazi.
Il revient au cinéma comme acteur en 1942 avec The Pied Piper pour la 20th Century Fox avant de réaliser l'adaptation au cinéma de Margin for Error, dans laquelle il reprend le rôle qu'il avait défendu sur scène. Lorsqu'il joue, son accent autrichien le cantonne souvent dans des rôles d'espions ou d'officiers nazis.

### Premier triomphe

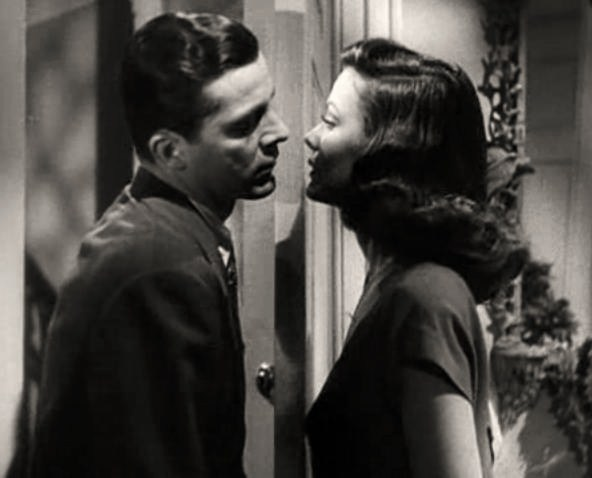
Dana Andrews et Gene Tierney dans Laura

En 1945, Preminger connaît le succès comme réalisateur avec Laura (1944), film noir mâtiné de psychologie adaptant un roman de Vera Caspary  et mettant en vedette Gene Tierney dans le rôle-titre ainsi que Dana Andrews et Vincent Price dans un rôle secondaire.  C'est le sixième film de Preminger mais c'est le premier sur lequel il considère qu'il a exercé un contrôle artistique total. Initialement, Preminger devait se contenter de produire le film dont la réalisation avait été confiée à Rouben Mamoulian.  Le travail de Mamoulian ne donnant pas satisfaction, Preminger, avec l'accord de Darryl Zanuck, le remplace comme metteur-en-scène.  Le résultat est un classique du film noir.

### Apogée
Le succès de Laura permet à Preminger d'asseoir sa position au sein de la Fox.  Il remplace Ernst Lubitsch sur le tournage de Scandale à la cour, que Lubitsch doit abandonner pour des raisons de santé.  Il se voit aussi confier la réalisation de  Ambre, un ambitieux mélodrame historique adapté d'un roman à succès de Kathleen Winsor. Le film, tout comme le livre qu'il adapte, est assez audacieux compte tenu des critères moraux alors en vigueur.  Aussi, pour satisfaire la Ligue catholique de décence, Preminger doit-il couper certaines scènes de son film, qui, malgré des critiques tièdes, n'en connaît pas moins un grand succès à sa sortie.
C'est aussi l'époque des polars aux atmosphères troubles: Le Mystérieux docteur Korvo (Whirlpool, 1949), Mark Dixon, détective,  La Treizième Lettre, un remake du film Le Corbeau  de Henri-Georges Clouzot que Preminger tourne au Québec, et Un si doux visage (Angel Face, 1952). Ces films confirment le talent de ce réalisateur qui devient un pilier de la Fox.
Mais las du système hollywoodien et des concessions artistiques faites à Darryl Zanuck, patron de la Fox, il décide de produire seul ses films, grâce aux Artistes associés, ce qui est un pari audacieux au début des années 1950, hostiles à la notion d'auteur-réalisateur telle qu'elle est définie en Europe. Son premier film indépendant est La Lune était bleue (The Moon Is Blue, 1953), adaptation d'une pièce à succès que Preminger avait montée sur Broadway. Une nouvelle fois, Preminger se retrouve dans la mire de la Ligue de décence et des tenants du Code Hays.  Ceux-ci veulent en interdire certaines répliques, s'en prenant plus spécifiquement à l'utilisation des termes 'virgin' et 'seduce'. Preminger refuse : c'est un triomphe.  C'est aussi au cours de cette période que Preminger incarne un officier nazi dans le film Stalag 17 de son compatriote Billy Wilder.
Revenu dans le giron de la Fox, il signe un nouveau succès en réalisant une œuvre de commande, le western Rivière sans retour avec deux des plus grandes stars d'Hollywood d'alors, Robert Mitchum et Marilyn Monroe. Il s'agit de son unique incursion dans le genre. Le film est tourné dans les décors naturels des parcs nationaux de Banff et de Jasper au Canada. Rivière sans retour est l'un des premiers longs métrages tournés en CinemaScope, avec un format de 2,55:1.
Preminger aborde ensuite le drame musical avec Carmen Jones, une adaptation d'un spectacle de Oscar Hammerstein II déplaçant la célèbre nouvelle Carmen de Prosper Mérimée dans un contexte noir américain. Carmen Jones est ainsi un des rares films de l'époque produit par un grand studio et dont la distribution est entièrement noire.  Carmen Jones est aussi le premier film dont le générique est conçu par Saul Bass, qui sera l'auteur de plusieurs génériques pour Preminger et travaillera aussi régulièrement avec Alfred Hitchcock.

### Producteur indépendant
Suivent une série de films sur des sujets sensibles que Preminger finance lui-même. Il aborde le thème de la drogue avec L'Homme au bras d'or (The Man with Golden Arm), dans lequel Frank Sinatra incarne un ancien héroïnomane. Il adapte la pièce de 
George Bernard Shaw sur Jeanne d'Arc Sainte Jeanne  et attribue le rôle titre à une Jean Seberg encore adolescente. Le film connaît cependant peu de succès. Preminger enchaîne en adaptant le roman de Françoise Sagan Bonjour tristesse avec David Niven, Deborah Kerr et, pour une seconde et dernière fois, Jean Seberg. Il s’essaie de nouveau au drame musical avec Porgy and Bess, adaptation de l'opéra de George Gershwin.
Par la suite, Preminger s'attaque a des sujets d'envergure avec des films comme Autopsie d'un meurtre (Anatomy of a Murder), description de l'appareil judiciaire dont les vedettes sont James Stewart, Lee Remick et Ben Gazzara, dont la trame sonore est signée Duke Ellington.
Viennent ensuite Exodus, adapté du roman de Leon Uris et traitant de la naissance de l'État d'Israël, Tempête à Washington, qui décrit les jeux de la politique américaine, et Le Cardinal, sur les rouages de l'Église catholique romaine. Le tournage du Cardinal se déroule en partie à Vienne, ce qui permet à Preminger de revenir dans la ville qui l'a vu grandir.

### Déclin
Au milieu des années 1960, Preminger dirige Bunny Lake a disparu, une énigme policière qui, par son ton et son style, rappelle ses films noirs des années 1950.  Ce sera son dernier long-métrage jugé vraiment significatif. Il réalise ensuite Que vienne la nuit, un mélodrame se déroulant dans le sud ségrégationniste des années 1940. Le film, dans lequel on retrouve Michael Caine, Jane Fonda et Faye Dunaway, suscite une réaction mitigée. Son film suivant, Skidoo, une comédie portant sur les hippies et mettant en vedette Jackie Gleason et Groucho Marx, est particulièrement mal reçu. Parallèlement, Preminger continue occasionnellement à travailler comme acteur, notamment en interprétant le personnage de Mister Freeze dans la télésérie Batman. C'est aussi au cours des années 1960 qu'il lance une action judiciaire visant à empêcher que la diffusion de ses films à la télévision soit interrompue par des publicités.
Les films qu'il réalise durant les années 1970, comme la comédie Des amis comme les miens ou le drame d'espionnage Rosebud, ont peu d'impact. Preminger termine sa carrière avec The Human Factor, une adaptation d'un roman de Graham Greene scénarisée par le dramaturge Tom Stoppard. Le tournage, qui a lieu en Angleterre et au Kenya, passe proche d'être interrompu pour des raisons financières et la sortie du film passe pratiquement inaperçue. C'est autour de cette période que Preminger publie son autobiographie.

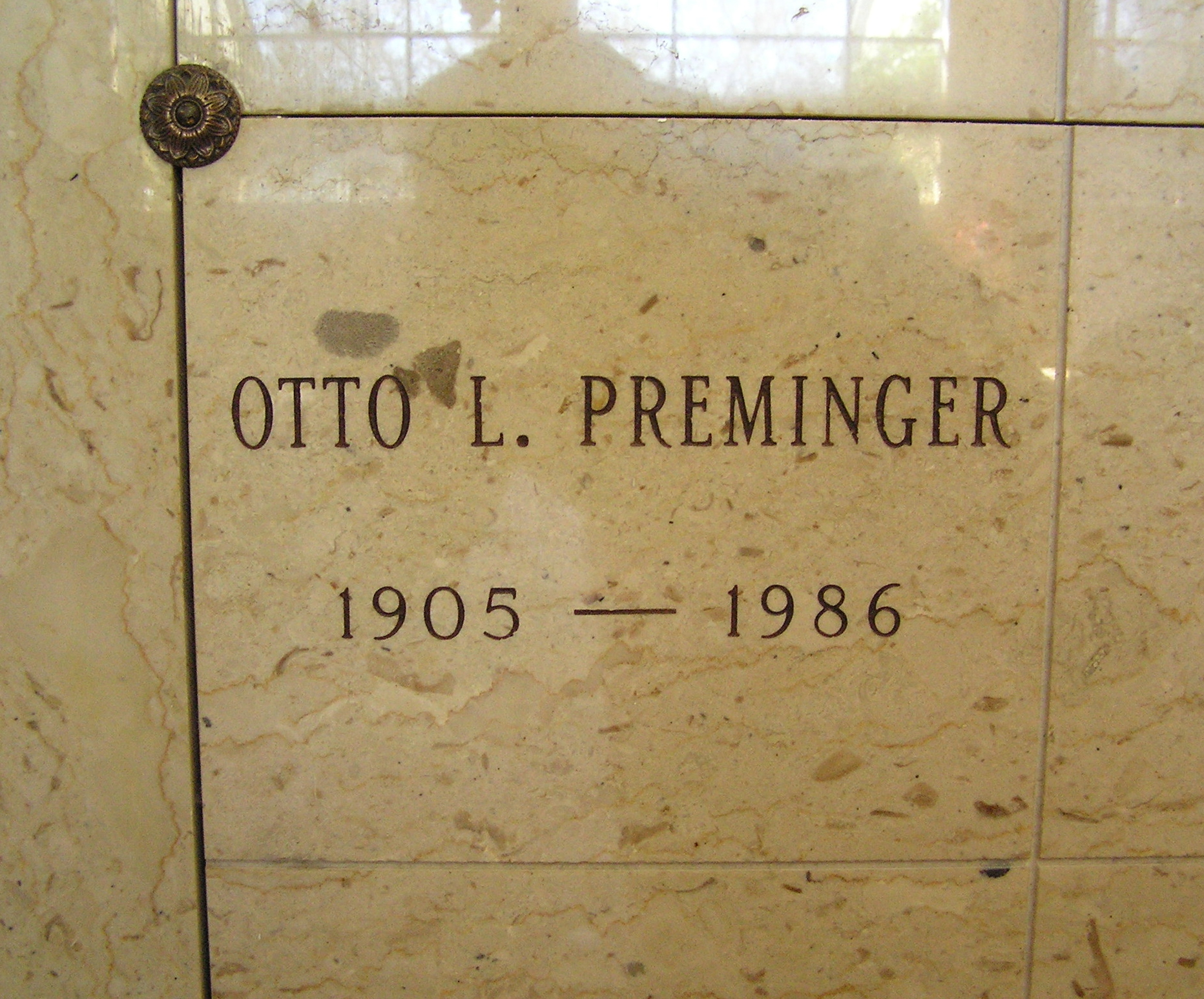
Niche d'Otto Preminger au cimetière de Woodlawn, à New York.

Otto Preminger meurt en 1986 et repose dans le célèbre cimetière de Woodlawn Cemetery dans le Bronx à New York.

### Personnalité
Otto Preminger est connu pour son caractère intraitable, autoritaire et colérique et ses conflits avec certains acteurs, dont Linda Darnell, Tom Tryon ou Jean Seberg, sont notoires.

### Vie privée
Avec l'actrice Gypsy Rose Lee, il a eu un fils devenu scénariste, Erik Lee Preminger (en).  Il a également eu une liaison avec Dorothy Dandridge pendant le tournage de Carmen Jones.

### Réaction critique
Les cinéphiles, notamment depuis les articles de François Truffaut ou de Jacques Rivette, lui portent une grande admiration fondée d'abord sur la beauté, la précision et la finesse de sa mise en scène (grâce à son expérience théâtrale et à sa pratique élégante des mouvements de caméra).  Otto Preminger était également très apprécié des cinéphiles du mouvement MacMahonien.

## Hommage
En 2012, le festival de Locarno lui consacre une importante rétrospective, reprise ensuite à la Cinémathèque française,.

## Filmographie

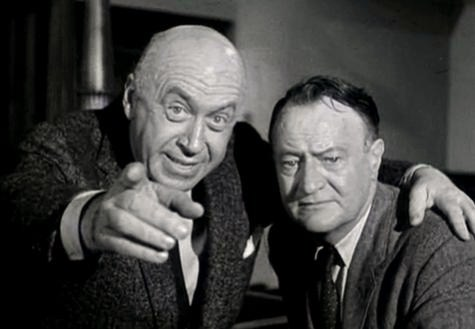
Avec l'écrivain John D. Voelker (à droite), dans la bande-annonce d’Autopsie d'un meurtre (1959)

### Comme réalisateur
- 1931 : Le Grand Amour (Die große Liebe)
- 1936 : La Folle Héritière (Under Your Spell)
- 1937 : Charmante Famille (Danger, Love at Work)
- 1938 : Le Proscrit (Kidnapped)
- 1943 : Margin for Error ou Clare Booth Luce's Margin for Error
- 1944 : In the Meantime, Darling
- 1944 : Laura
- 1945 : Scandale à la cour (A Royal Scandal)
- 1945 : Crime passionnel (Fallen Angel)
- 1946 : Quadrille d'amour (Centennial Summer)
- 1947 : Ambre (Forever Amber)
- 1947 : Femme ou Maîtresse (Daisy Kenyon)
- 1948 : La Dame au manteau d'hermine (That Lady in Ermine) - non crédité au générique
- 1949 : L'Éventail de Lady Windermere (The Fan ou Lady Windermere's Fan)
- 1949 : Le Mystérieux Docteur Korvo (Whirlpool)
- 1950 : Mark Dixon, détective (Where the Sidewalk Ends)
- 1951 : La Treizième Lettre (The 13th Letter)
- 1952 : Un si doux visage (Angel Face)
- 1953 : La Lune était bleue (The Moon Is Blue)
- 1953 : La Vierge sur le toit (Die Jungfrau auf dem Dach) (version allemande de La Lune était bleue, 1953)
- 1954 : Rivière sans retour (River of No Return)
- 1954 : Carmen Jones
- 1955 : L'Homme au bras d'or (The Man with the Golden Arm)
- 1955 : Condamné au silence (US : The Court-Martial of Billy Mitchell, UK : One Man Mutiny)
- 1957 : Sainte Jeanne (Saint Joan)
- 1958 : Bonjour tristesse
- 1959 : Porgy and Bess
- 1959 : Autopsie d'un meurtre (Anatomy of a Murder)
- 1960 : Exodus
- 1962 : Tempête à Washington (Advise and Consent)
- 1963 : Le Cardinal (The Cardinal)
- 1965 : Première Victoire (In Harm's Way)
- 1965 : Bunny Lake a disparu (Bunny Lake is Missing)
- 1967 : Que vienne la nuit (Hurry Sundown)
- 1968 : Skidoo
- 1970 : Dis-moi que tu m'aimes, Junie Moon (Tell Me That You Love Me, Junie Moon)
- 1971 : Des amis comme les miens (Such Good Friends)
- 1975 : Rosebud
- 1979 : The Human Factor

### Comme acteur
- 1942 : The Pied Piper d'Irving Pichel : le major Diessen
- 1943 : Margin for Error : Karl Baumer
- 1943 : They Got Me Covered de David Butler : Fauscheim
- 1945 : Where Do We Go from Here? (en) de Gregory Ratoff : le général Rahl
- 1953 : Stalag 17 de Billy Wilder : le colonel Von Scherbach
- 1953 : La Vierge sur le toit (Die Jungfrau auf dem Dach) d'Otto Preminger (version allemande de La Lune était bleue, 1953) : voix
- 1954 : Suspense, épisode Operation: Barracuda : Captain von Weissenborn
- 1966 : Batman :
  - Deep Freeze de George Waggner : Mr. Freeze
  - Green Ice de George Waggner : Mr. Freeze
- 1981 : Unsere Leichen leben noch de Rosa von Praunheim

## Publication
- Autobiographie, traduit de l'américain par André Charles Cohen, Paris, J.-C. Lattès, 1981 ; réédition Ramsay poche, 1988,  (ISBN 2-85956-662-7)

## Récompenses
Otto Preminger a été nommé deux fois aux Oscars, pour la mise en scène de Laura et Le Cardinal.

## Évocations à l'écran
La liaison d'Otto Preminger en 1954 avec la jeune actrice Dorothy Dandridge, héroïne de son film Carmen Jones, est présentée dans le film Déchéance (1999), de Martha Coolidge.
Il est incarné par Christian Berkel dans Dalton Trumbo (Trumbo) de Jay Roach, sorti en 2015.